# حديقة الله (رواية)
حديقة الله هي رواية درامية رومانسية للكاتب البريطاني روبرت هيتشنز عام 1904. تروي قصة الراهب بوريس أندروفسكي الذي يشعر بضغط هائل لاضطراره إلى الوفاء بنذره كراهب، فيهرب من الدير إلى الصحراء، ومعه سر مشروب اللاجارناين، وهو مشروب الدير الشهير، الذي يحتوي على وصفة تنتقل من جيل إلى آخر من الرهبان، ويصادف ذلك ظهور الوريثة دوميني إنفيلدن التي تبحث عن السكينة والهدوء في الصحراء.

## الرواية في السينما
تم تحويل الرواية إلى أفلام أمريكية الإنتاج :
- حديقة الله (فيلم 1916) للمخرج كولين كامبل
- حديقة الله (فيلم 1927) للمخرج ريكس انجرام
- حديقة الله (فيلم 1936) للمخرج ريتشارد بوليسلاوسكي